# 심화요탑
심화요탑(心火曉塔)은 고려 때 설화집 <수이전>에 수록되었다는 설화이다.<대동운부군옥>에 실려 전함. "신라 선덕여왕 때 지귀(志鬼)라는 사람이 있었는데 그는 여왕을 깊이 사모한 끝에 병이 나서 드디어 미치고 말았다. 그는 서울로 찾아가 한번은 여왕이 절에 행차하는 길을 막아섰다. 여왕은 지귀를 인도하여 절에 들어가 불공을 드렸는데, 지귀는 너무 오랫동안 절 밖의 돌탑 아래서 여왕을 기다리다 잠이 들고 말았다. 이윽고 여왕이 분향을 끝내고 돌아가다가 탑 아래서 잠든 지귀를 보고 자기의 금팔찌를 빼어 가슴 위에 놓아 주었다. 얼마 후 잠을 깬 지귀는 여왕이 이미 돌아간 줄 알고 금팔찌를 가슴에 껴안았다. 그 때 문득 뜨거운 심화(心火)가 일어나 그의 가슴에 불이 퍼져 마침내 온몸이 타서 죽고 말았다. 그리하여 지귀의 원혼은 불귀신이 되었다."